# Église Saint-Vincent-de-Paul (Villepinte)
Pour les articles homonymes, voir Église Saint-Vincent-de-Paul.
L'église Saint-Vincent-de-Paul à Villepinte (Seine-Saint-Denis) est une église de Seine-Saint-Denis affectée au culte catholique. Elle est dédiée à saint Vincent de Paul et dépend du diocèse de Saint-Denis.

## Histoire
Elle a été construite sous l'impulsion de l’abbé Guillet, curé de Villepinte.
Monseigneur Benjamin-Octave Roland-Gosselin l'a érigée au titre d’église paroissiale par une ordonnance du 16 novembre 1946.

## Description
Les murs sont en pierre de taille, et l'arc en plein cintre et l'oculus de la façade rappellent l'architecture romane. Une plaque de marbre rappelle le souvenir de l'abbé Louis-Victor Malaizé.